# Hypsopsetta
Hypsopsetta är ett släkte av fiskar. Hypsopsetta ingår i familjen flundrefiskar.
Kladogram enligt Catalogue of Life:
| Hypsopsetta | \| \| Hypsopsetta guttulata \| \| \| \| \| \| Hypsopsetta macrocephala \| \| \| \| |
|             | \| \| Hypsopsetta guttulata \| \| \| \| \| \| Hypsopsetta macrocephala \| \| \| \| |
|             | Hypsopsetta guttulata                                                              |
|             |                                                                                    |
|             | Hypsopsetta macrocephala                                                           |
|             |                                                                                    |